# Paramelomys lorentzii
Paramelomys lorentzii је врста глодара из породице мишева (лат. Muridae).

## Распрострањење
Врста има станиште у Индонезији и Папуи Новој Гвинеји.

## Станиште
Врста Paramelomys lorentzii има станиште на копну.
Врста је по висини распрострањена до 1.500 метара надморске висине.

## Угроженост
Ова врста није угрожена, и наведена је као последња брига јер има широко распрострањење.

### Популациони тренд
Популациони тренд је за ову врсту непознат.